# 마시에우 루이스 프랑쿠
마시에우 루이스 프랑쿠 (Maciel Luiz Franco, 1972년 3월 15일 ~ )는 흔히 마시엘(Maciel)라는 이름으로 알려져 있는 브라질의 축구 선수로, 포지션은 수비수이다
1997-2003년 대한민국 K리그 클럽인 전남 드래곤즈에서 활약하였다.

## 수상

### 클럽
전남 드래곤즈
- K리그 준우승 1회 : 1997

### 개인
- K리그 베스트 11 (4회) : 1997, 1998, 1999, 2000